# Барилович, Евгений Алексеевич
Евгений Алексеевич Барилович (30 октября 1932, Москва — 5 марта 2020, Москва) — советский офицер-подводник, командир корабля,. Герой Советского Союза (1979). Капитан 1-го ранга (2.07.1973)

## Биография
Родился 30 октября 1932 года в Москве. Русский. Окончил 10 классов школы и Саратовское военно-морское подготовительное училище в 1951 году.
В ВМФ СССР с 1951 года. В 1955 году окончил 1-е Высшее военно-морское училище подводного плавания в Ленинграде. В 1955—1966 годах служил на подводных лодках Черноморского флота: командир рулевой группы подводной лодки «С-68», с декабря 1955 — начальник штурманской службы – командир БЧ-1 (штурманской боевой части) ПЛ «М-241», с ноября 1957 — помощник командира подводной лодки «М-241», с апреля 1958 — помощник командира подводной лодки «М-247». В декабре 1958 года был откомандирован на суда Черноморского морского пароходства с целью совершенствования практических навыков кораблевождения. С ноября 1960 года продолжил службу на дизельных подводных лодках Черноморского флота: помощник командира подводной лодки «С-38», с октября 1961 по ноябрь 1964 — помощник командира и старший помощник командира подводной лодки «С-96». В 1965 году окончил Высшие специальные офицерские классы ВМФ.
С мая 1966 года — командир корабля — испытатель в отдельной части ВМФ, позднее преобразованной в 19-й Центр глубоководных исследований Министерства обороны СССР. Один из первых военных гидронавтов СССР. В ноябре 1967 года в качестве командира наблюдательной камеры участвовал в испытаниях глубоководного комплекса «Архипелаг», буксируемого дизельной подводной лодкой «Б-69». 26 ноября 1967 года во время аварийного всплытия камеры и эвакуации её экипажа на спасательное судно в штормовых условиях серьёзно повредил левый глаз и получил химические ожоги дыхательных путей и глотки. Несмотря на инвалидность продолжил службу, в апреле 1971 года назначен заместителем начальника 1-го Управления 19-го Центра глубоководных исследований Министерства обороны СССР. Неоднократно совершал сложные морские походы на подводных лодках и глубоководных обитаемых аппаратах с целью испытания новейших систем вооружения и оборудования.
«За мужество и героизм, проявленные при выполнении воинского долга», Указом Президиума Верховного Совета СССР от 10 января 1979 года капитану 1-го ранга Бариловичу Евгению Алексеевичу присвоено звание Героя Советского Союза с вручением ордена Ленина и медали «Золотая Звезда» (№ 11425).
Этим же указом были награждены контр-адмирал А. П. Катышев (медаль № 11426) и капитан 1-го ранга В. П. Кулаков (медаль № 11427).
С августа 1985 года капитан 1-го ранга Е. А. Барилович — в запасе. С декабря 1985 года работал начальником бюро подготовки производства Лианозовского электромеханического завода. В июле 1993 года вышел на пенсию. Жил в Москве.
Скончался 5 марта 2020 года. Похоронен на Федеральном военном мемориальном кладбище.

## Награды и звания
- Герой Советского Союза (10 января 1979)
- орден Ленина (10 января 1979)
- орден Красного Знамени (19 марта 1973)
- медаль «За боевые заслуги» (14 мая 1970)
- ряд медалей СССР

## Воинские звания
- лейтенант (31.08.1955)
- старший лейтенант (09.12.1957)
- капитан-лейтенант (01.04.1960)
- капитан 3-го ранга (04.11.1963)
- капитан 2-го ранга (29.04.1967)
- капитан 1-го ранга (02.07.1973)